# Zoria (rejon pokrowski)
Zoria (ukr. Зоря) – wieś na Ukrainie, w obwodzie donieckim, w rejonie pokrowskim, w hromadzie Kurachowe. W 2001 liczyła 214 mieszkańców.